# 目梨郡
目梨郡（日语：／ Menashi gun */?）為日本北海道根室振兴局的郡，位於根室振兴局北部。
郡名來自阿伊努語的「menas」，意思是「東方」。

## 轄區
轄區包含1町：
- 羅臼町

## 沿革
- 1869年8月15日：北海道設置11國86郡，根室國目梨郡成立。
- 1897年11月：北海道實施支廳制，根室國目梨郡隸屬根室支廳之管轄，此時目梨郡下轄忠類村、薰別村、崎無意村、植別村。[1]（4村）
- 1923年4月1日：（1村）
  - 忠類村、薰別村、崎無意村、野付郡茶志骨村、標津郡標津村、伊茶仁村合併為標津郡標津村，成為北海道二級村，並脫離目梨郡之管轄。
  - 植別村成為北海道二級村。
- 1930年7月1日：植別村改名為羅臼村。
- 1961年8月1日：羅臼村改制為羅臼町。（1町）